# Thelocactus setispinus
Thelocactus setispinus – gatunek kaktusów pochodzący z Teksasu i Meksyku.

## Morfologia i biologia
Jest ciemnozielony, kształt początkowo kulisty, lecz z czasem wydłuża się. Osiąga do 15 cm wysokości i 10 cm średnicy. Starsze rośliny rozgałęziają się. Ma 13 karbowanych i zwykle falistych żeber z areolami osadzonymi co ok. 1 cm. Ciernie są białe lub brązowe, sukulent ma 6-15 bocznych i 1-3 haczykowate ciernie środkowe. Kaktus kwitnie latem, jego kwiaty są dzienne, żółte z czerwonym środkiem.

## Uprawa
Wymaga pełnego nasłonecznienia i temperatury minimalnej 10 °C.